# Mewo Modi’im
Mevo Modi’in (hebr. ‏מְבוֹא מוֹדִיעִים‎) – wieś położona w samorządzie regionu Chewel Modi’in, w Dystrykcie Centralnym, w Izraelu.
Leży przy granicy terytoriów Państwa Palestyna.

## Historia
Osada została założona w 1964 przez imigrantów ze Stanów Zjednoczonych.
Jej fundatorem był muzyk i rabin Shlomo Carlebach.